# Limhamn

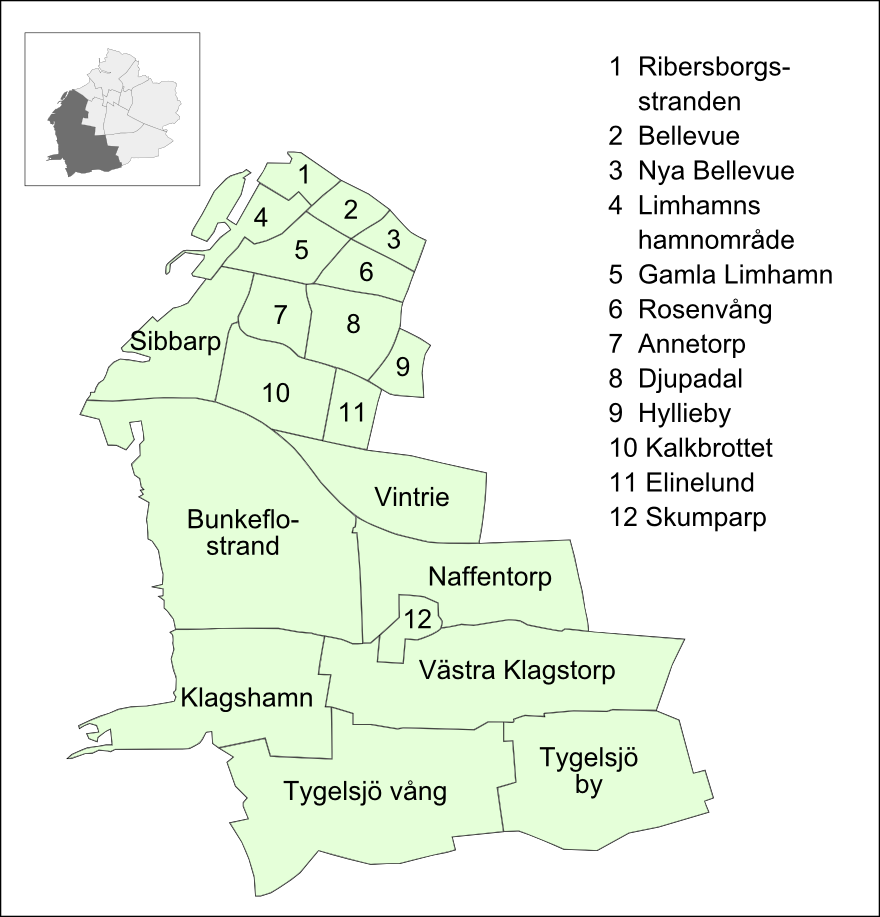
Mapa administrativo del distrito

Limhamn es un distrito del sur de Malmö, Escania, Suecia. Hasta 1915 fue una localidad independiente. Su población es de 31.000 habitantes (incluido los suburbios) de los cuales 7.000 residen en zonas del sur como Tygelsjö y Bunkeflostrand. También hay un núcleo urbano que colinda con Limhamn aunque no son incluidos en el censo.

## Historia e industria

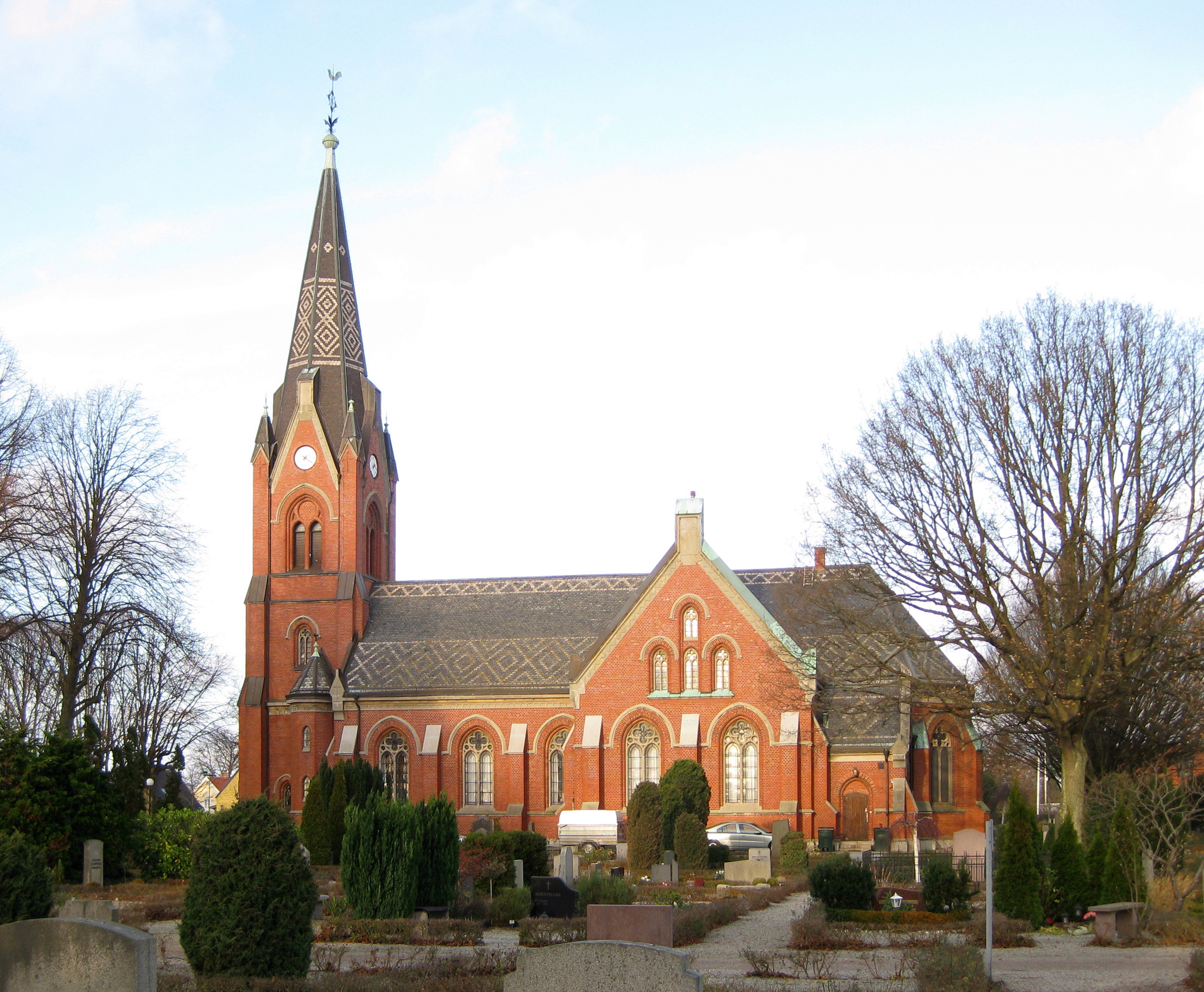
Iglesia de Limhamn

Hallazgos arqueológicos revelan que los primeros pobladores fueron pescadores de la era Ertebölliense. Sin embargo esta información puede diferir. Debido a su situación geográfica Limhamn es una importante comunidad pesquera que a lo largo de los siglos se ha mantenido estable. No obstante existe diferencia de opiniones respecto al tema.
Durante el siglo XVI la principal fuente de ingresos procedía de una cantera de la que los trabajadores extraían caliza. Tiempo atrás el Rey Cristián II de Dinamarca (1513-23) prohibió el comercio pesquero en el puerto. En 1871 se produjo una revolución industrial en la zona donde se construyeron factorías cementeras, infraestructuras ferroviarias y un puerto inaugurado en 1889. Posteriormente se establecieron otros comercios.
Durante el siglo XIX Limhamn experimentó un crecimiento demográfico notable: en 1886 la población era de 2.500 habitantes y en 1905 de 8.000 alcanzando el estatus de ciudad. Ya en 1915 con 10.000 fue incorporada a la localidad de Malmö. Tras la II Guerra Mundial vino otro boom industrial y con él el auge de la población. A finales de los años 50 el distrito fue creciendo junto a la ciudad hasta llegar a 20.000 habitantes en aquellos años. A partir del siglo XX la industria empezó a decaer y los ciudadanos empezaron a trabajar en áreas metropolitanas de la provincia de Escania.